# Mitchell F. Hepburn

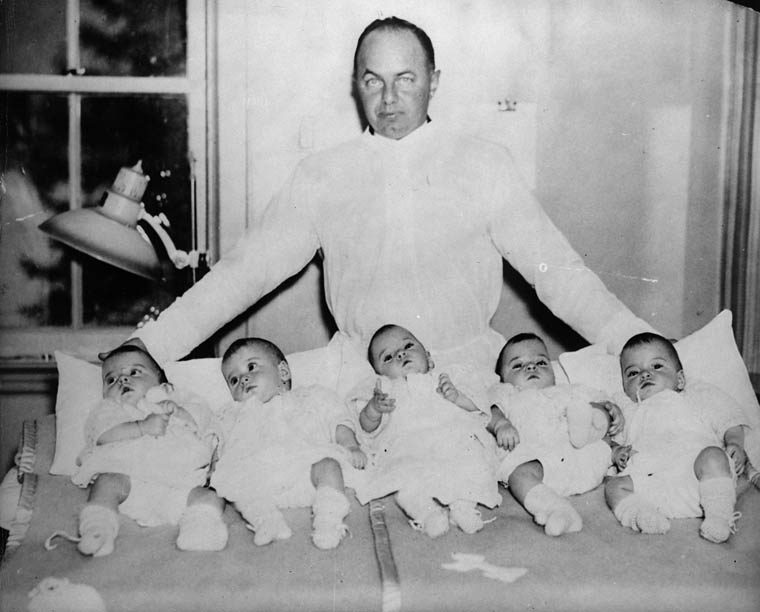
Mitchell Hepburn junto a las Quintillizas Dionne en 1934

Mitchell Frederick Hepburn ( * 12 de agosto de 1896 -  5 de enero de 1953) fue Primer ministro de Ontario, en Canadá, de 1934 a 1942.  Fue el más joven primer ministro en la historia de Ontario, electo a la edad de 38 años.  Fue masón.